# Orkanen Irene (2011)

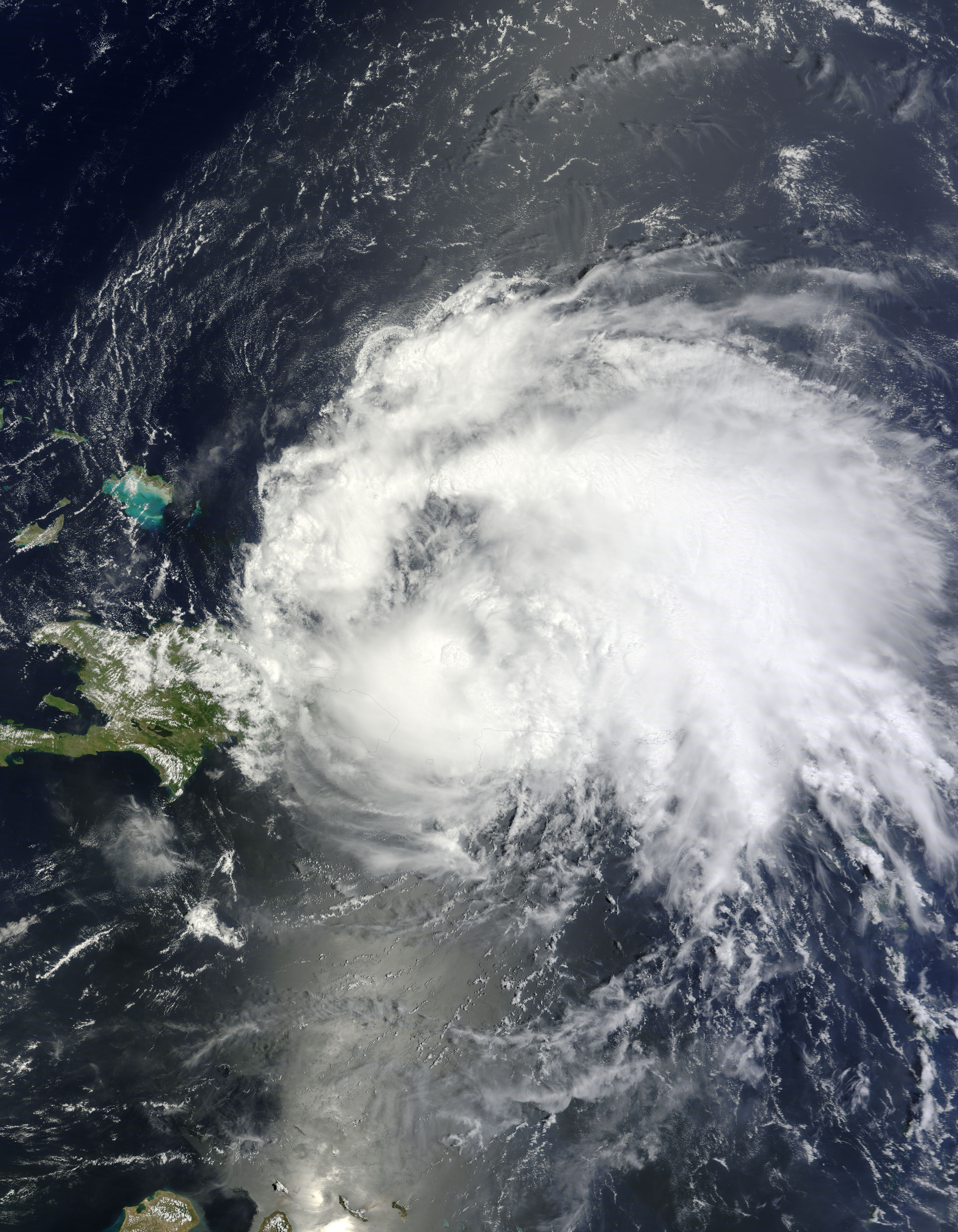
Satellitbild som visar Irene när stormens moln täckte delar av Dominikanska republiken och hela Puerto Rico.

Orkanen Irene var en nordatlantisk tropisk cyklon som orsakade omfattande skador i hela Karibien innan den nådde North Carolina på USA:s ostkust. Den passerade New York, där den orsakade relativt begränsade skador, men längre in i delstaten och i Vermont blev översvämningarna förödande. Irene skingrades över Québec den 29 augusti 2011 och då den svepte in över Kanada hade den nedgraderats till en post-tropisk storm.

## Förberedelser

### Karibien
Under Irenes uppbyggnadsfas utfärdades tropiska stormvarningar för Leewardöarna och Puerto Rico.

### USA
Den 23 augusti klockan 17 utfärdades en obligatorisk evakuering för Ocracoke Island och Hyde County, North Carolina. Charleston och Dorchester i South Carolina hade då redan infört högsta beredskap

## Skador och dödsfall

### Haiti
I nordöstra Haiti förstördes flera vägar på grund av jordskred orsakad av omfattande regn. Två personer miste livet i floder som svämmade över och fyra andra fick skador.

### Bahamas
Torsdag 25 augusti passerade stormens centrum (cyklonögat) över Bahamas. Vindstyrkor på upp till 225 km per timme uppmättes och upp till 330 mm regn. Dussintals bostäder på ön Acklins ödelas och på Crooked Island rapporterades det att taket blåste av en skola. Inga dödsfall har dock rapporterats.

### USA
Lördag 27 augusti träffade Irene amerikansk mark när den nådde Cape Lookout i North Carolina. Orkanen hade en vindhastighet på 140 kilometer i timmen och kategoriseras som en kategori 1-orkan. Dessförinnan hade två miljoner människor evakuerats. I Virginia dödades en 11-årig pojke i samband med stormen. Olyckan skedde då ett träd blåste ner och krossade taket till den lägenhet där han bodde varvid han klämdes ihjäl, enligt AFP.